# Hodges, Alabama
Hodges là một thị trấn thuộc quận Franklin, tiểu bang Alabama, Hoa Kỳ. Dân số năm 2009 là 283 người, mật độ đạt 26 người/km².